# Christina Grimmie
Christina Victoria Grimmie (coneguda també, a la plataforma YouTube, com a zeldaxlove64) (Marlton, Estats Units, 12 de març de 1994 - Orlando, Estats Units, 11 de juny de 2016) fou una cantant i compositora estatunidenca.
Grimmie fou coneguda per la seva participació en The Voice i per les seves versions de cançons d'èxit dels músics del pop contemporani. Al juny de 2011, va llançar el seu primer àlbum, Find Me. Al juny de 2012, digué a un periodista «que volia deixar de fer versions i començar a escriure cançons pròpies». L'11 de juny de 2016 (amb 22 anys), Christina morí a conseqüència de les ferides provocades pels trets realitzats per un individu a la fi d'un concert on estava actuant, a Orlando.